# Liste der Fahnenträger der kapverdischen Mannschaften bei Olympischen Spielen
Die Liste der Fahnenträger der kapverdischen Mannschaften bei Olympischen Spielen listet chronologisch alle Fahnenträger kapverdischer Mannschaften bei den Eröffnungs- (EF) und Abschlussfeiern (AF) Olympischer Spiele auf.

## Liste der Fahnenträger
| Mannschaft             | Veranstaltung | Fahnenträger (EF)          | Fahnenträger (AF)   |
| ---------------------- | ------------- | -------------------------- | ------------------- |
| 1996 in Atlanta        | Sommerspiele  | (O) Manuel Jesús Rodrígues |                     |
| 2000 in Sydney         | Sommerspiele  | Isménia do Frederico       |                     |
| 2004 in Athen          | Sommerspiele  | Vânia Monteiro             | António Carlos Piña |
| 2008 in Peking         | Sommerspiele  | Vânia Monteiro             | Nelson Cruz         |
| 2012 in London         | Sommerspiele  | Adysângela Moniz           | Ruben Sança         |
| 2016 in Rio de Janeiro | Sommerspiele  | Maria Andrade              | Maria Andrade       |
| 2020 in Tokio          | Sommerspiele  | Jayla Pina                 | David de Pina       |
| 2020 in Tokio          | Sommerspiele  | Jordin Andrade             | David de Pina       |
| 2024 in Paris          | Sommerspiele  | Djamila Silva              | Ivanusa Moreira     |
| 2024 in Paris          | Sommerspiele  | David de Pina              | Samuel Freire       |

Anmerkung: (EF) = Eröffnungsfeier, (AF) = Abschlussfeier, (O) = Offizieller

## Statistik
| Rang    | Sportart               | EF | AF | ∑  |
| ------- | ---------------------- | -- | -- | -- |
| 1       | Leichtathletik         | 2  | 4  | 6  |
| 2       | Boxen                  | 1  | 2  | 3  |
| 3       | Judo                   | 2  | 0  | 2  |
| 3       | Rhythm. Sportgymnastik | 2  | 0  | 2  |
| 3       | Taekwondo              | 1  | 1  | 2  |
| 6       | Schwimmen              | 1  | 0  | 1  |
| 6       | Offizieller            | 1  | 0  | 1  |
| Gesamt: | Gesamt:                | 10 | 7  | 17 |

| Rang                   | Sportart | EF | AF | ∑ |
| ---------------------- | -------- | -- | -- | - |
| bisher keine Teilnahme |          |    |    |   |
| Gesamt:                | Gesamt:  | 0  | 0  | 0 |

| Rang    | Sportart               | EF | AF | ∑  |
| ------- | ---------------------- | -- | -- | -- |
| 1       | Leichtathletik         | 2  | 4  | 6  |
| 2       | Boxen                  | 1  | 2  | 3  |
| 3       | Judo                   | 2  | 0  | 2  |
| 3       | Rhythm. Sportgymnastik | 2  | 0  | 2  |
| 3       | Taekwondo              | 1  | 1  | 2  |
| 6       | Schwimmen              | 1  | 0  | 1  |
| 6       | Offizieller            | 1  | 0  | 1  |
| Gesamt: | Gesamt:                | 10 | 7  | 17 |